# Igaraci
Igaraci este un oraș în Paraíba (PB), Brazilia.